# Vangulifer
Vangulifer är ett fågelsläkte i familjen finkar inom ordningen tättingar. Släktet omfattar två arter som tidigare förekom i Hawaiiöarna men som är utdöda sedan länge:
- Kärlnäbbad spadnäbbsfink (V. mirandus)
- Pololeispadnäbbsfink (V. neophasis)